# Massacres de mai 2020 en république démocratique du Congo
 (avril 2025).
Si vous disposez d'ouvrages ou d'articles de référence ou si vous connaissez des sites web de qualité traitant du thème abordé ici, merci de compléter l'article en donnant les références utiles à sa vérifiabilité et en les liant à la section « Notes et références ».
Les massacres de mai 2020 en république démocratique du Congo sont une série de massacres survenus dans l'est de la république démocratique du Congo fin mai 2020. Les attaques ont été perpétrées par les Forces démocratiques alliées, un groupe rebelle islamiste radical.

## Massacres
Des combattants des Forces démocratiques alliées ont attaqué des civils à Beni le 24 mai, tuant neuf personnes. Les militants ont incendié des maisons, avant de battre en retraite après une fusillade avec les forces armées. Plusieurs membres de l'armée ont été blessés au cours de la fusillade.
Le 25 mai, les Forces démocratiques alliées ont tué 17 personnes à Makutano.
Le 26 mai, les Forces démocratiques alliées ont attaqué le village de Samboko dans la province d'Ituri. Les assaillants ont tué 40 personnes à l'aide de machettes, et ont pillé le village de nourriture et d'objets de valeur.